# L'onore dei Vor
L'onore dei Vor (nell'originale inglese Shards of honor - t.l. Schegge d'onore) è un romanzo di fantascienza della scrittrice statunitense Lois McMaster Bujold. Pubblicato nel 1986, è il secondo romanzo del ciclo dei Vor.

## Trama
La capitana della sorveglianza astronomica betana Cordelia Naismith sta esplorando un nuovo, promettente pianeta per la colonizzazione, quando la sua spedizione viene attaccata e lei stessa viene fatta prigioniera da un barrayarano, Aral Vorkosigan. Dapprima terrorizzata dalla brutta reputazione dei suoi nemici, riesce poi a instaurare un rapporto di rispetto e collaborazione col suo catturatore, fino ad aiutarlo nel riconquistare la sua astronave in mano a degli ammutinati. Nella confusione del momento riesce, come suo dovere, a fuggire e tornare su Colonia Beta e ad informare le autorità del fatto che i barrayarani hanno costruito una grossa base militare sul pianeta. Nel frattempo i barrayarani, vistisi scoperti, affrettano i preparativi e iniziano l'invasione del pianeta Escobar.
La capitana Naismith entra a far parte del corpo di spedizione betano, incaricata di forzare il blocco nemico e di consegnare agli assediati le innovative armi di cui la tecnologicamente avanzata Beta è uno dei principali produttori. Riesce nel suo compito, ma viene catturata dai barrayarani e finisce nelle grinfie del sadico ammiraglio Vorrutyer, rischiando di venir violentata dallo stesso, ma viene salvata dal sergente Bothari, un militare barrayarano affetto da turbe mentali conosciuto all'epoca della precedente cattura. Questi uccide l'ammiraglio Vorrutyer e la libera prima di cadere in uno stato di catatonia. Fortunatamente a questo punto entra in scena Vorkosigan che nasconde sia Cordelia che Bothari nella propria cabina.
Nel frattempo l'invasione continua, ma al momento dello sbarco le sorti del conflitto si invertono grazie alle nuove armi Betane. Vorkosigan si trova così a capo della flotta barrayarana in fuga e riesce a sganciarsi dai nemici e portarla in salvo. Dallo svolgersi degli avvenimenti Cordelia riesce a capire che la sconfitta barrayarana era stata organizzata in realtà dallo stesso imperatore Ezar Vorbarra, come un'elaborata forma di assassinio dell'indegno erede, il principe Serg comandante e ispiratore della spedizione. Cordelia viene internata in un campo di prigionia, mentre Aral viene risucchiato dall'impegno di gestire la sconfitta e gli sconvolgimenti in patria da essa provocati. Cordelia viene, suo malgrado, elevata dalle compagne di prigionia al ruolo dell'eroe che ha spazzato il vertice della flotta barrayarana. Il tentativo di conciliare la realtà, che deve rimanere segreta per evitare la guerra civile su Barrayar, con le aspettative dei propri compatrioti porta dapprima Cordelia sull'orlo dell'esaurimento nervoso e poi la costringe a fuggire e a raggiungere Aral, di cui si è innamorata, su Barrayar.
Vorkosigan si è dimesso dal suo incarico nell'esercito, disgustato dalla parte che è stato costretto a sostenere nel complotto imperiale. Cordelia lo raggiunge nella sua residenza di campagna dove, depresso, passa le giornate ad ubriacarsi e, con la sua presenza, lo aiuta a guarire. I due decidono di sposarsi sognando un tranquillo futuro, ma Aral viene convocato dall'imperatore morente, che lo incarica di assumere il ruolo di reggente fino alla maggiore età del figlio di Serg, Gregor. 
La storia prosegue senza soluzione di continuità nel successivo romanzo Barrayar.

## Citazioni
Cordelia per spiegare a sua madre, incredula sull'amore della figlia per un nemico, i propri sentimenti per Aral Vorkosigan.

## Edizioni
- Lois McMaster Bujold, Shards of honor, Baen books, 1986, ISBN 0-671-72087-2.
- Lois McMaster Bujold, L'onore dei Vor, traduzione di Gianluigi Zuddas, collana Cosmo Argento n° 267, Editrice Nord, 1996,  p. 302, ISBN 88-429-0887-8.
- Lois McMaster Bujold, L'onore dei Vor, traduzione di Gianluigi Zuddas, collana Biblioteca Cosmo n° 2, Editrice Nord, 2005,  p. 314, ISBN 88-429-1358-8.